# Gilles de Bretagne
Gilles de Bretagne (ca. 1420 - 1450) est un prince breton, seigneur de Chantocé. Il est le fils du duc de Bretagne Jean V et de Jeanne de France, ainsi que frère des ducs François Ier et Pierre II.

## Biographie
Fils de Jean V, duc de Bretagne et de Jeanne de France, elle-même fille du roi de France Charles VI, il était Prince de Bretagne, mais ne reçut de son père qu'un maigre apanage. À son avènement en 1442, son frère François Ier de Bretagne l'envoie en ambassade auprès du roi Henri VI d'Angleterre, qui lui octroie une pension. De retour en Bretagne, Gilles enlève en 1444 la jeune Françoise de Dinan, riche héritière âgée de huit ans, qu'il épousera. Il obtient ainsi la baronnie de Châteaubriant, et de nombreuses places en Bretagne dont le château du Guildo (à Créhen dans les Côtes-d'Armor actuellement).
Devenu plus puissant, Gilles réclame à son frère une part plus importante de l'héritage. Devant son refus, il se rapproche du roi d'Angleterre et lui offre ses services et la mise à disposition de toutes les places qu'il tient en Bretagne. Une lettre du 5 juillet 1445 est intercepté par les agents du duc, qui ne pardonne à son jeune frère qu'après l'intervention de leur oncle le connétable de Richemont.
L'arrivée d'archers anglais de Normandie au Guildo déclenche la colère du « parti français » mené par Arthur de Montauban à la cour du duc François Ier, puis son arrestation sur ordre du roi de France par l'amiral Prigent de Coëtivy le 26 juin 1446. Il est amené à Dinan, puis à Rennes où le duc refuse de le voir, enfin à Châteaubriant. Ses biens et ceux de Françoise de Dinan, placée auprès de la duchesse de Bretagne, sont confisqués au profit de François II, grand cousin du duc (cousin germain de Jean V).
Malgré l'intervention du connétable de Richemont, le procès pour trahison et lèse-majesté, instruit par le procureur général de Bretagne Olivier du Breil, commence à Redon le 31 juillet 1446 devant Jean V[Information douteuse] les États de Bretagne. Ils refusent de juger Gilles, qui reste cependant en prison sur ordre de son frère le duc. En 1447, Olivier du Breil refuse d'instruire un nouveau procès, pendant qu'Henri VI d'Angleterre menace d'intervenir militairement en Bretagne pour sa libération.
Gilles est transféré au château de Moncontour en octobre 1448, sous la garde d'Olivier de Méel. Maltraité, il écrit en décembre au roi Charles VII de France, qui dépêche l'amiral Prigent de Coëtivy auprès du duc de Bretagne pour demander la libération de Gilles. Coëtivy arrive à Vannes en mai 1449 et obtient la remise en liberté de Gilles, quand François Ier reçoit une fausse lettre du roi d'Angleterre, écrite par un certain Pierre La Rose, le sommant de lui rendre Gilles. La libération du prince est suspendue par le duc, mis en fureur par la missive.
Gilles est ensuite transféré à Touffou, puis au château de la Hardouinaye en Saint-Launeuc. Ses geôliers (Olivier de Méel, Jean Rageart, Roussel Malestouche, Jean de la Chèze, Oreille-Pelue...) tentent de le faire mourir de faim, mais il reçoit le secours d'une pauvre femme. Le 25 avril 1450, ses geôliers l'étranglent dans sa cellule. Olivier de Méel et ses complices sont enlevés en France, puis exécutés sur ordre de Pierre II de Bretagne à Vannes le 8 juin 1451.
La dépouille mortelle de Gilles fut transportée à Boquen et inhumée dans le chœur de l'abbatiale. Un gisant à son effigie, sculpté dans du chêne, est conservé au musée d'art et d'histoire de Saint-Brieuc.

## Galerie

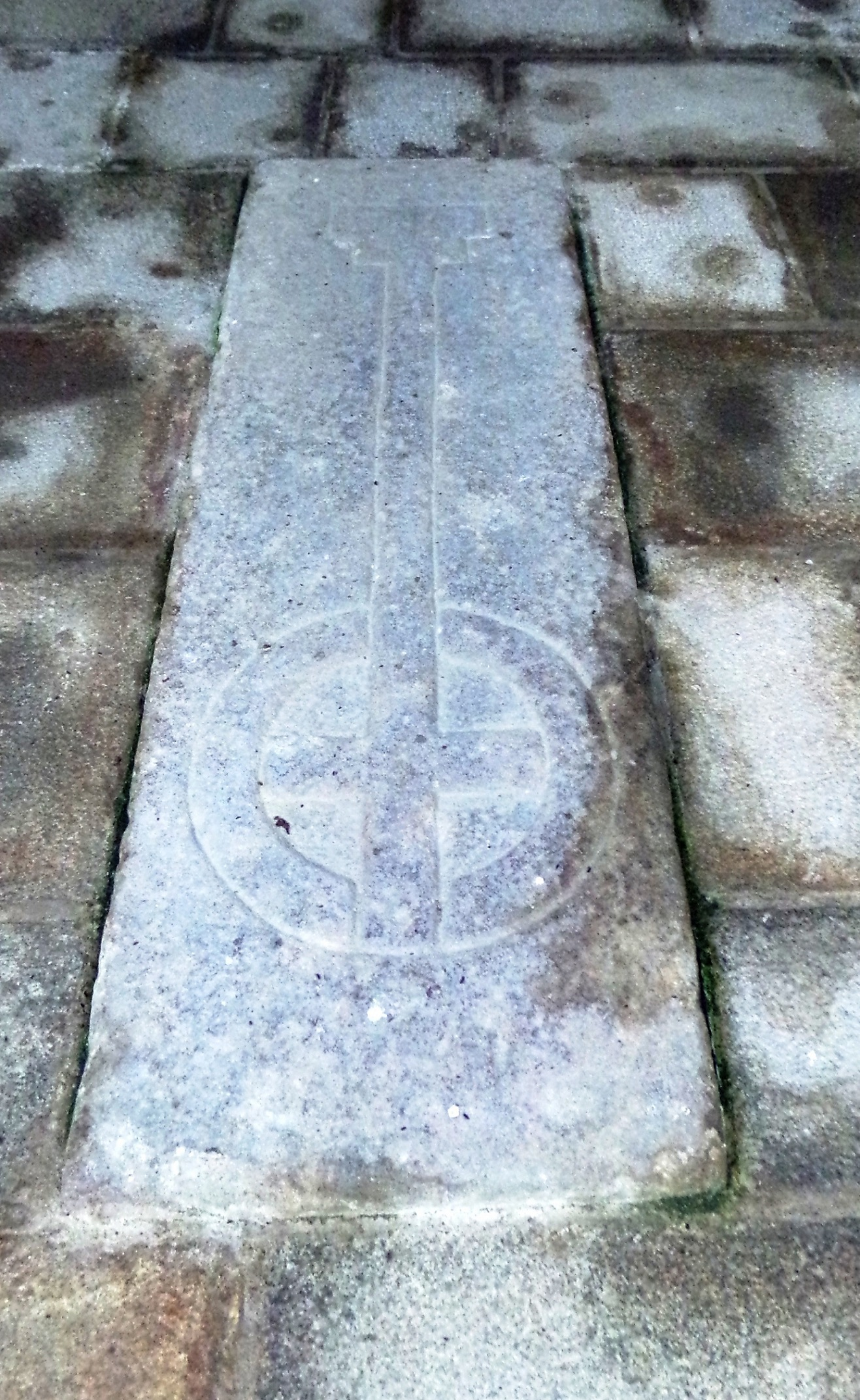

## Légende et roman
Peu après la mort de Gilles de Bretagne, une légende se répandit selon laquelle, alors que le duc de Bretagne se rendait au Mont-Saint-Michel dans le but d'y faire célébrer des messes pour l'âme de son frère, un moine cordelier aurait en chemin arrêté son cheval et lui aurait prédit qu'il comparaîtrait dans un délai de 40 jours devant le tribunal de Dieu. Cette légende a inspiré Paul Féval dans son roman historique La Fée des grèves.